# Записки Чернігівського губернського статистичного комітету
«Записки Чернігівського губернського статистичного комітету» — збірник, який виходив у Чернігові з 1866 по 1872 роки.

## Історія
Збірник праць Чернігівського губернського статистичного комітету виходив у Чернігові нерегулярно в 1866, 1868 та 1872 роках. Всього Олександром Лазаревським було випущено дві книги у трьох книгах.
У виданні зібрані статистичні матеріали, статті з історії українського селянства, економічні та етнографічні нариси, а також серія етнографічних нарисів про села та містечка Чернігівської губернії. Так, у першій книзі «Записок...» були розміщені статті священиків І. Танського та Г. Пригаровського з етнографічним описом своїх приходів у селах Локотки та Меленська Стародубського повіту. У другій книзі було оприлюднено етнографічні дані про села Липів Ріг (В. Макаров), Попова Гора (Н. Дорогунцов), Красне Конотопського повіту (А. Черток), зібрані у відповідності до Программы для описания села или местечка, та Записки о собирании сведений для изучения крестьянского быта в экономическом отношении О. Лазаревського.